# Pierre Louis Bentabole
Pierre Louis Bentabole, né le 4 juin 1756 à Landau in der Pfalz (Rhénanie-Palatinat) et mort le 2 floréal an VI (22 avril 1798) à Paris, est un homme politique de la Révolution française. 

## Biographie

### Origines familiales
Pierre Louis Bentabole est le fils de Joseph Bentabole, « entrepreneur général de la Marine du port de Toulon ».

### Mandat à la Convention
La monarchie constitutionnelle mise en place par la constitution de 1791 prend fin à l'issue de la journée du 10 août 1792 : les bataillons de fédérés bretons et marseillais et les insurgés des faubourgs de Paris prennent le palais des Tuileries. Louis XVI est destitué et incarcéré avec sa famille à la tour du Temple.
En septembre 1792, Pierre Louis Bentabole, alors procureur-syndic du Bas-Rhin, est élu député de ce département, le troisième sur neuf, à la Convention nationale.
Il siège sur les bancs de la Montagne. Lors du procès de Louis XVI, il vote la mort et rejette l'appel au peuple et le sursis à l'exécution de la peine. En avril 1793, il vote contre la mise en accusation de Jean-Paul Marat. En mai de la même année, il vote contre le rétablissement de la Commission des Douze. 
En août 1793, Bentabole est envoyé en mission auprès de l'armée du Nord aux côtés de Pierre Collombel (député de la Meurthe) et de Pierre Chasles (député de l'Eure-et-Loir). En octobre, il est envoyé dans les départements de l’Ariège, de l’Aude, de la Haute-Garonne, des Pyrénées-Orientales et du Tarn afin d'y contrôler la levée des chevaux. En nivôse an II (décembre 1793), il est envoyé dans les départements de l'Orne et de l'Eure-et-Loir afin d'y organiser le gouvernement révolutionnaire. Au cours de cette dernière mission, il épouse, à La Bazoche-Gouet (Eure-et-Loir) le 21 ventôse an II (le 21 mars 1794), Charlotte Chabot, noble, issue de la famille Rohan-Chabot. 
Pierre Louis Bentabole prend part à la chute de Robespierre, en s'opposant, le 8 thermidor (26 juillet), à l'envoi de son discours aux communes. Il adhère également à la réaction thermidorienne. En vendémiaire an III (octobre 1794) il entre au Comité de Sûreté générale. Le 1er nivôse an III (le 21 décembre 1794), il est élu président de la Convention, ses secrétaires étant Ange Chiappe (député de la Corse, départements de Golo et Liamone), Pierre Daunou (député du Pas-de-Calais) et Antoine Boucher de Saint-Sauveur (député de la Seine). 

### Fin de carrière au Conseil des Cinq-Cents
Bentabolle est tout de même parvenu à être réélu au Conseil des Cinq-Cents. Il y siège parmi les républicains modérés partisans du Directoire. Il apparaît peu à la tribune, sinon pour attaquer les dilapidateurs et combattre les abus commis dans les finances publiques.
Catalogué par le gouvernement comme jacobin, il n'est pas réélu en l'an VI. Il meurt peu après, de dépit dit-on[Qui ?], à l'âge de 44 ans.

## Sources
- « Pierre Louis Bentabole », dans Adolphe Robert et Gaston Cougny, Dictionnaire des parlementaires français, Edgar Bourloton, 1889-1891 [détail de l’édition]
- Notes et archives 1789-1794
- Albert Mathiez, La Réaction thermidorienne, Paris, Armand Colin, 1929